# Länsväg 278
Länsväg 278 går sträckan Penningby  -  Furusund, och är 17 km lång. Den går i Norrtälje kommun, Stockholms län.
Den ansluter till:
- Länsväg 276 i Penningby

Vid Furusund är det en färja till ön Yxlan och orten Köpmanholm, och en färja vidare till Blidö men färjorna ingår inte i väg 278 utan i väg B1025.